# Primavera carnale
Primavera carnale (Sérieux comme le plaisir) è un film del 1975 diretto da Robert Benayoun.
È un road movie con i toni della commedia drammatica, la cui trama è incentrata sul ménage à trois degli amici Ariane, Bruno e Patrick e sul loro viaggio senza una meta precisa. Infatti tirando a sorte è come i tre protagonisti prendono ogni decisione che li riguarda, per non mettere a rischio la loro armonia.